# Vieraella
Vieraella − wymarły rodzaj prehistorycznego płaza. Zwierzę to żyło we wczesnej jurze około 200 milionów lat temu na terenach obecnej Argentyny. Dorastało 3 cm długości.
Jest to jeden z pierwszych bezogonowych. Żyjący wcześniej triadobatrach wykazywał pewne prymitywne cechy. Vieraella natomiast swą anatomią przypominała dzisiejsze żaby.